# Arrondissement judiciaire (Luxembourg)
Pour les autres articles nationaux ou selon les autres juridictions, voir arrondissement judiciaire.
Le Luxembourg est divisée en deux arrondissements judiciaires, où l'on trouve un procureur d'État et ses substituts et un cabinet d'instruction composé de juges d'instruction, qui sont chargés d'instruire les affaires criminelles et correctionnelles.
Chaque arrondissement judiciaire est subdivisé en une ou deux justices de paix.

## Subdivisions
Le Luxembourg compte deux arrondissements et chacun compte un tribunal d'arrondissement, l'un à Luxembourg et l'autre à Diekirch :
- l'arrondissement judiciaire de Diekirch, qui couvre le nord du pays ;
- l'arrondissement judiciaire de Luxembourg, qui couvre le sud du pays.